# Swissport

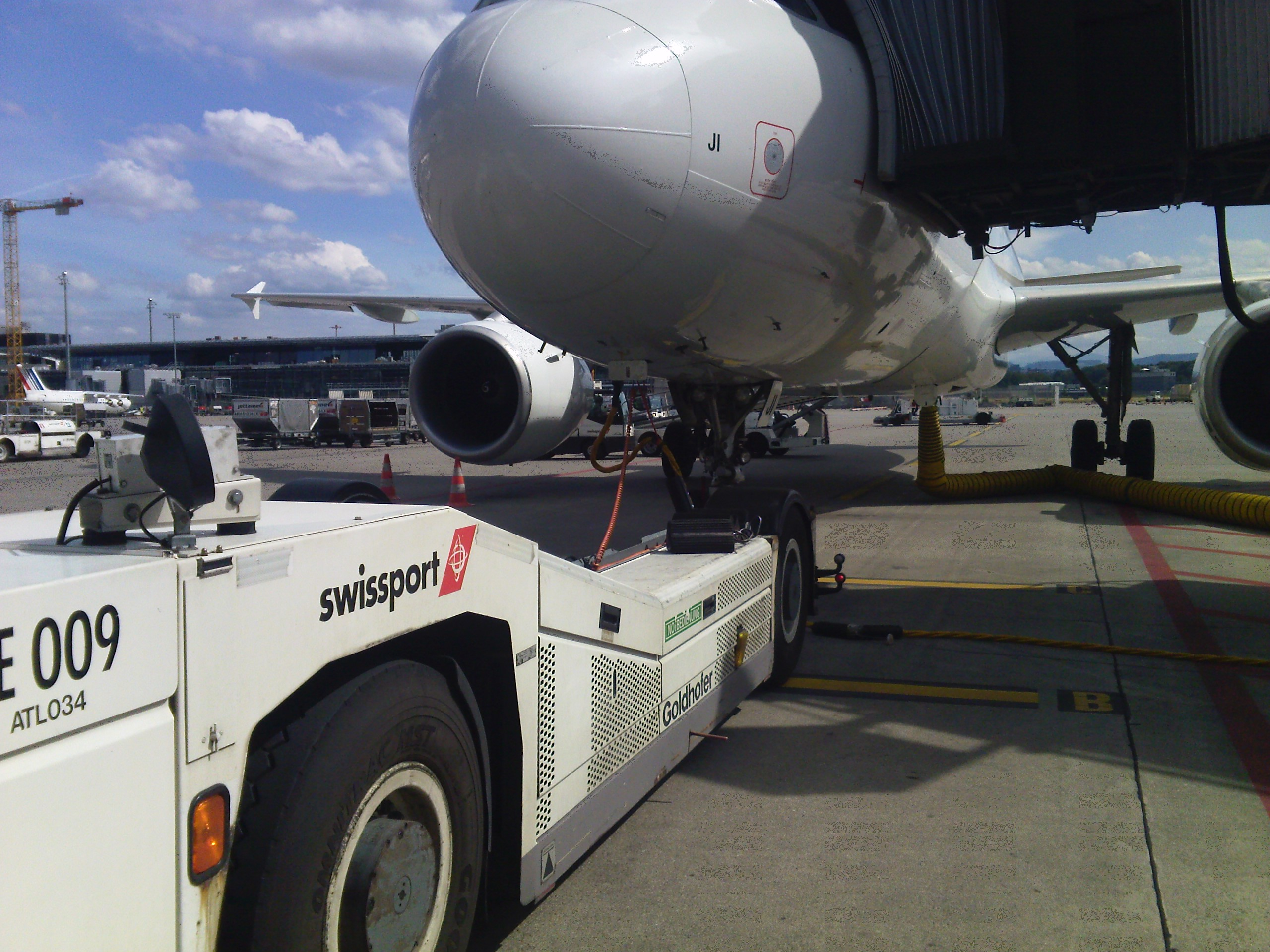
Een pushback-truck van Swissport.

Swissport International Ltd. is een dienstenbedrijf voor de grondafhandeling op luchthavens. Het bedrijf is eigendom van een internationale groep investeerders, en heeft zijn hoofdkantoor in Opfikon, Zwitserland, niet ver van de luchthaven van Zürich.
Swissport verzorgde in 2019 de grondafhandeling van 265 miljoen passagiers en 4,6 miljoen ton vracht, voor rekening van zo'n 850 klanten-bedrijven in de luchtvaartsector. Met een personeelsbestand van ongeveer 64.000 medewerkers is Swissport actief op 300 locaties in 47 landen en genereert het een geconsolideerde bedrijfsopbrengst van 3,13 miljard euro.

## Swissport Belgium
Tot 2020 was het bedrijf, samen met Aviapartner, de bagageafhandelaar op Brussels Airport. Op 8 juni 2020 raakte bekend dat Swissport Belgium failliet was. De Belgische nationale luchthaven verleende daarop vanaf 1 juli 2020 een voorlopige licentie aan het bedrijf Alyzia, in afwachting van het doorlopen van een toewijzingsprocedure.